# Oribatula longisensilla
Oribatula longisensilla är en kvalsterart som först beskrevs av Djaparidze 1985.  Oribatula longisensilla ingår i släktet Oribatula och familjen Oribatulidae. Inga underarter finns listade i Catalogue of Life.